# 普雷瓦勒
普雷瓦勒（法語：Préval，法語發音：[pʁeval]）是法国萨尔特省的一个市镇，属于马梅尔斯区。

## 地理
普雷瓦勒（48°14'5"N, 0°37'26"E）面积7.62 平方千米，位于法国卢瓦尔河地区大区萨尔特省，该省份为法国西北部内陆省份，北起顺时针与奥恩省、厄尔-卢瓦省、卢瓦-谢尔省、安德尔-卢瓦尔省、曼恩-卢瓦尔省和马耶讷省接壤，是法国大西部的入口，连接卢瓦尔河谷、布列塔尼和巴黎盆地。
与普雷瓦勒接壤的市镇（或旧市镇、城区）包括：库德尔河畔圣日耳曼、貝爾納堡、拉沙佩勒迪布瓦、梅姆河畔苏维涅。

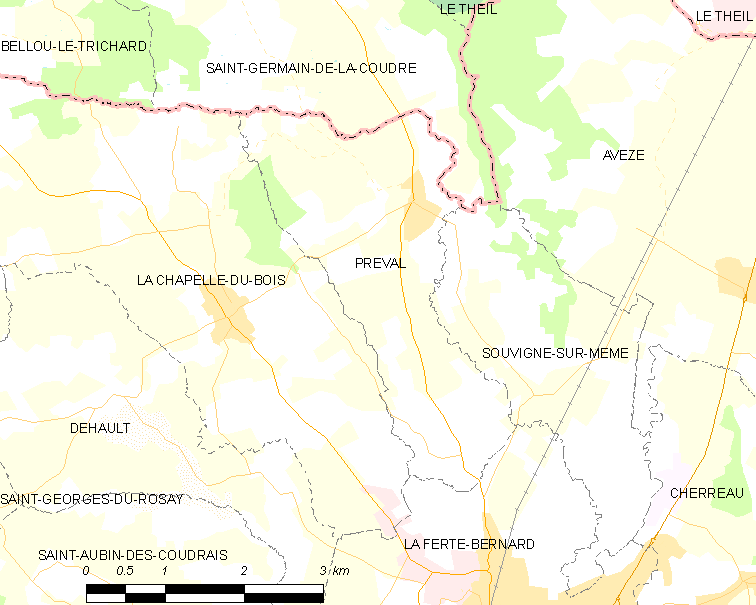
普雷瓦勒的OSM定位图

普雷瓦勒的时区为UTC+01:00、UTC+02:00（夏令时）。

## 行政
普雷瓦勒的邮政编码为72400，INSEE市镇编码为72245。

## 政治
普雷瓦勒所属的省级选区为贝尔纳堡县。

## 人口

1962-2008年间普雷瓦勒人口变化图示

普雷瓦勒于2022年1月1日时的人口数量为669人。